# Fluoreszenzdiagnostik
Die Fluoreszenzdiagnostik (FD) oder Photodynamische Diagnostik (PDD) ist ein Verfahren zur In-vivo-Diagnostik von epithelialen Tumoren und Präkanzerosen.

## Verfahren
Wie bei der Photodynamischen Therapie (PDT) wird ein Photosensibilisator (englisch photosensitizer) oder ein Vorläufer eines Photosensibilisators (Prodrug) appliziert, der sich selektiv in oder an Tumorzellen anreichert. Durch die Bestrahlung mit Licht werden die Sensibilisatormoleküle zum Fluoreszieren gebracht. Dieses Fluoreszenzlicht kann durch das freie Auge oder besser durch ein optisches System detektiert und der Tumor somit lokalisiert werden. Präkanzeröse oder kanzeröse Veränderungen zeigen durch die selektive Anreicherung des Fluorophors im Gegensatz zu den gutartigen Veränderungen eine signifikant höhere Fluoreszenz.
Zur Anregung der Fluoreszenz wird aufgrund des Absorptionsspektrums von Porphyrinen Licht der Wellenlänge von 400 bis 500 nm verwendet (Absorptionsmaximum bei ca. 405 nm) und die emittierte Fluoreszenz liegt zwischen 600 und 750 nm (Emissionsmaximum bei ca. 630 nm).
Die Detektion des emittierten Fluoreszenzlichts ist prinzipiell ohne Hilfsmittel möglich, da es sich um rotes, sichtbares Licht handelt.
Etabliert haben sich Kamerasysteme mit Filtern für das Fluoreszenzanregungslicht und digitaler Nachbearbeitung der Fluoreszenzbilder für eine klarere Darstellung der emittierenden Regionen. Vorteile der Fluoreszenzdiagnostik gegenüber anderen Verfahren sind die frühe Diagnostik, die auch an schwer zugänglichen Stellen und in vernarbtem oder entzündetem Gewebe möglich ist, und die Diagnostik ohne Entnahme von Gewebeproben.

## Anwendungen

### Anwendung in der Urologie
In der Urologie ist die Fluoreszenzdiagnostik ein etabliertes Verfahren, insbesondere zur Diagnostik und begleitenden Behandlung von Harnblasenkarzinomen und wird von der European Association of Urology (EAU) in ihren Richtlinien zur Diagnose und Behandlung des urothelialen Carcinoma in situ empfohlen.

### Anwendung in der Dermatologie
In der Dermatologie eignet sich dieses Verfahren zur Diagnostik von nicht-melanozytären Tumoren wie Basalzellkarzinomen oder Spinaliomen, aber auch von Präkanzerosen wie der Aktinischen Keratose.
Wegen seiner hohen Selektivität und guten Verträglichkeit wird in der Dermatologie zur FD nahezu ausschließlich Protoporphyrin IX (PpIX) als Sensibilisator verwendet. PpIX entsteht nach topischer Gabe von 5-Aminolävulinsäure (5-ALA) als freie Säure oder in Form ihres Methylesters Methyl-5-amino-4-oxopentanoat (MAOP) im Rahmen der Häm-Biosynthese. Da die erzeugten Porphyrine körpereigene Substanzen sind, sind außer der Sensibilisierung der Haut gegenüber Licht keine Nebenwirkungen bekannt. Die höchste selektive Anreicherung von PpIX in Tumoren wird etwa 2 bis 3 Stunden nach topischer Applikation von MAOP erreicht.

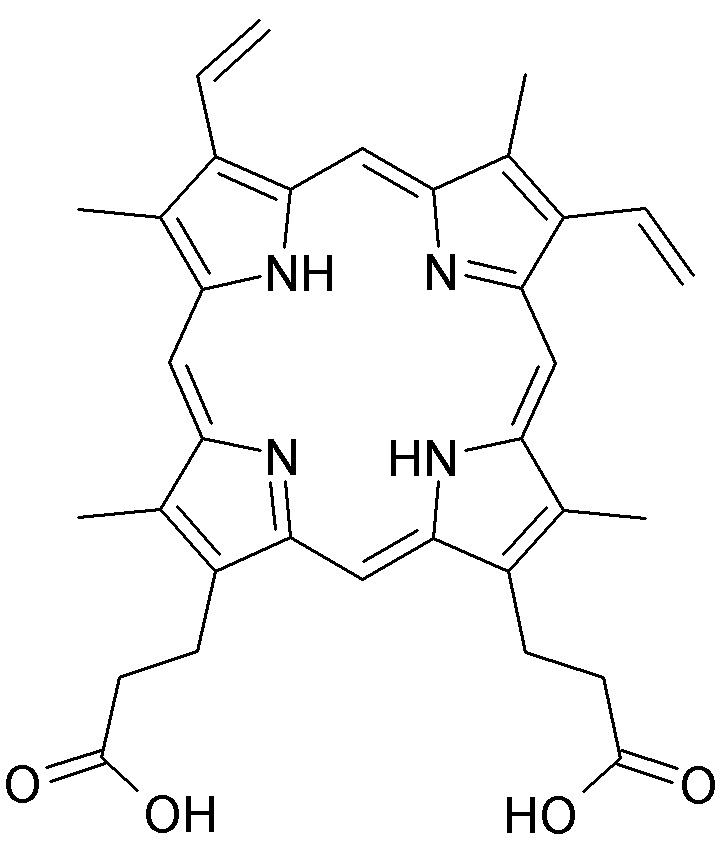
Strukturformel von Protoporphyrin IX

Die Detektionstiefe, also diejenige Tiefe, bis zu der Tumorzellen noch entdeckt werden können, ist grundsätzlich limitiert durch die Penetrationstiefe des Farbstoffes und die Eindringtiefe des Anregungslichts. Die Fluoreszenz der ALA- oder MAOP-induzierten Porphyrine bleibt weitgehend auf die Epidermis beschränkt.
Die Detektion des emittierten Fluoreszenzlichts ist zwar ohne größere technische Hilfsmittel möglich, jedoch mit einigen Nachteilen verbunden. So kann die Eigenfluoreszenz der Haut (Autofluoreszenz) zu einer falschen Beurteilung der Fluoreszenzintensitäten führen. Ein weiterer Nachteil ist die nötige Abdunkelung des Raumes während der Diagnostik. Wesentliche Vorteile bietet demgegenüber die Verwendung eines Kamerasystems. Hierbei können die Fluoreszenzbilder digital nachbearbeitet und archiviert werden, und mit Hilfe geeigneter Emissionsfilter kann die Eigenfluoreszenz herausgefiltert werden.

### Anwendung in weiteren Disziplinen
Vielversprechende Ansätze gibt es auch bei Diagnostik von Tumoren im Mund- und Rachenbereich, im Ösophagus-, Magen- und Darmbereich und in der Gynäkologie bei der Frühdiagnostik des Zervixkarzinoms.